# Tone Peršak
Tone Peršak (ur. 7 stycznia 1947 w Ločkim Vrhu) – słoweński polityk, pisarz, reżyser teatralny i dziennikarz. Były przewodniczący Demokratycznej Partii Słowenii, parlamentarzysta, burmistrz Trzina, w latach 2014–2016 minister kultury.

## Życiorys
Ukończył szkołę średnią w Murskiej Sobocie. Absolwent teatralnych studiów reżyserskich na Akademii Teatru, Radia, Filmu i Telewizji w ramach Uniwersytetu Lublańskiego oraz literaturoznawstwa porównawczego na tym samym uniwersytecie. Zajął się działalnością artystyczną i dydaktyczną, od 1980 do 1988 był asystentem, a od 1997 docentem w ramach lublańskiej uczelni artystycznej.
Po raz pierwszy opublikowano jego pracę literacką w 1964, od 1968 zajmował się publicystyką. Od lat 80. napisał kilkanaście powieści, m.in. Novelete (1981), Prehod (1982), Sledi (1985), Vrh (1986), Smer Hamburg-Altona (1988), Ljubljanske novele (1989). Od przełomu lat 80. i 90. w swojej twórczości poruszał tematykę przemian społeczno-politycznych Słowenii. Reżyserował przedstawienia teatralne, jak również radiowe i telewizyjne. Publikował jako dziennikarz i krytyk kulturalny w różnych czasopismach. W latach 2001–2003 kierował krajowym stowarzyszeniem pisarzy (Društvo slovenskih pisateljev), a w latach 2005–2009 słoweńskim oddziałem PEN Clubu.
W latach 80. zaangażowany w działalność opozycyjną w ruchu DEMOS, w 1988 uczestniczył w pracach nad projektem konstytucji. Działał w Partii Demokratycznej i Demokratycznej Partii Słowenii (drugą z nich kierował w latach 1994–1999). W 1990 wybrany do zgromadzenia konstytucyjnego, został jego wiceprzewodniczącym. W kadencji 1992–1996 zasiadał w Zgromadzeniu Państwowym. Od 1999 do 2014 był burmistrzem gminy Trzin. W 1997 kandydował w wyborach prezydenckich, otrzymując w nich 3,1% głosów (6. miejsce wśród 8 pretendentów).
Jako reprezentant Demokratycznej Partii Emerytów Słowenii został sekretarzem stanu w ministerstwie kultury w gabinecie Mira Cerara. Od maja 2016 do września 2018 kierował tym resortem po odwołaniu Julijany Bizjak Mlakar.